# El infierno de los pobres
El infierno de los pobres, es una película de drama, crimen y suspenso mexicana de 1951 producida escrita y dirigida por Juan Orol y protagonizada por Rosa Carmina y Víctor Junco. Esta es la primera parte de la trilogía cinematográfica Percal, basada en una historieta original de José G. Cruz.

## Sinopsis
Malena (Rosa Carmina), una ingenua joven, es seducida por su novio y queda embarazada, pero su suegra no la acepta y hace que su hijo la rechace. Malena para mantener a su madre y su hija se verá obligada a prostituirse. Pero la suerte tiene que 
cambiar cuando se mude a la ciudad.

## Reparto
- Rosa Carmina ... Malena
- Juan Orol
- Víctor Junco
- Arturo Soto Rangel
- Conchita Gentil Arcos
- Cecilia Leger

## Comentarios
Esta película está basada en la historieta Percal, que surgió de la revista Pepín que publicaba la cadena García Valseca. Percal, es uno de los melodramas arrabaleros más característicos del popular escritor de historietas mexicano José G. Cruz. José G,. Cruz, reeditó Percal en los años cincuenta y el cineasta Juan Orol dirigió en 1951 un tríptico cinematográfico basado en la historia. Según el investigador y crítico del cine mexicano, Eduardo de la Vega Alfaro, éste fue el proyecto más ambicioso de Orol, por lo menos en términos de tiempo de pantalla. El cineasta recordaba: Cruz quería que fuera una sola cinta y le dije que saldría excesivamente larga. Como la obra era tan bonita y había tenido mucho éxito, la dividí en tres partes. El infierno de los pobres, Perdición de mujeres y Hombres sin alma, son los títulos de las tres cintas, en las que la actriz cubana Rosa Carmina interpretó el papel de la sufrida Malena y el propio José G. Cruz actuó en el papel de Andrés, el taxista redentor.
Rosa Carmina reveló: En los cines que se estrenó esta primera parte, por poco los quema el público. Quería ver la segunda parte. Eran unos llenazos que eran manzanas y manzanas de colas que uno decía: esto no se acaba nunca.